# Nactus cheverti
Espèce
Synonymes
- Gymnodactylus cheverti Boulenger, 1885
- Hetoronota marmorata Macleay, 1877

Nactus cheverti est une espèce de geckos de la famille des Gekkonidae.

## Répartition
Cette espèce est  endémique du Nord du Queensland en Australie.

## Publications originales
- Boulenger, 1885 : Catalogue of the lizards in the British Museum (Natural History) I. Geckonidae, Eublepharidae, Uroplatidae, Pygopodidae, Agamidae, Second edition, London, vol. 1, p. 1-436 (texte intégral).
- Macleay, 1877 : The lizards of the Chevert Expedition. Proceedings of the Linnean Society of New South Wales, vol. 2, p. 60-69 & 97-104 (texte intégral).